# Trifolium microdon
Trifolium microdon är en ärtväxtart som beskrevs av William Jackson Hooker och George Arnott Walker Arnott. Trifolium microdon ingår i släktet klövrar, och familjen ärtväxter. Inga underarter finns listade i Catalogue of Life.